# Copa do Brasil 1998
Der Copa do Brasil 1998 war die zehnte Austragung dieses nationalen Fußball-Pokal-Wettbewerbs in Brasilien. Die Copa wurde vom Brasilianischen Sportverband, dem CBF, ausgerichtet. Der Pokalsieger war als Teilnehmer an der Copa Libertadores 1999 qualifiziert.

## Saisonverlauf
Der Wettbewerb startete am 20. Januar 1998 in seine Saison und endete am 30. Mai 1998. Am Ende der Saison errang der SE Palmeiras den Titel zum ersten Mal und wurde der siebte Titelträger. Torschützenkönig wurde Romário vom CR Flamengo mit 7 Treffern.
Höchste Siege
- CR Vasco da Gama – SE Picos: 8:0 (10. Februar 1998 – Sechzehntelfinale Rückspiel)

## Teilnehmer
Teilnehmer waren die Sieger der Staatsmeisterschaften 1997 sowie teilweise deren Vizemeister. Des Weiteren kam eine vom Verband bestimmte Auswahl von Mannschaften hinzu. Im Vergleich zur Vorsaison wurde das Teilnehmerfeld um zwei Klubs verkleinert.
| Bundesstaat         | Klub                               | Qualifizierung                       |
| ------------------- | ---------------------------------- | ------------------------------------ |
| Acre                | Rio Branco FC (AC)                 | Meldung durch den Verband von Acre   |
| Alagoas             | CS Alagoano                        | Staatsmeister 1997                   |
| Amapá               | Amapá Clube                        | Meldung durch den Verband von Amapá  |
| Amazonas            | São Raimundo EC (AM)               | Staatsmeister 1997                   |
| Bahia               | EC Vitória                         | Staatsmeister 1997                   |
| Bahia               | EC Bahia                           | Einladung des CBF                    |
| Brasília            | SE Gama                            | Staatsmeister 1997                   |
| Ceará               | Ceará SC                           | Staatsmeister 1997                   |
| Espírito Santo      | Linhares EC                        | Staatsmeister 1997                   |
| Goiás               | Goiás EC                           | Staatsmeister 1997                   |
| Goiás               | Vila Nova FC                       | Einladung des CBF                    |
| Maranhão            | Sampaio Corrêa FC                  | Staatsmeister 1997                   |
| Mato Grosso         | Operário FC (MT)                   | Staatsmeister 1997                   |
| Mato Grosso do Sul  | Operário FC (MS)                   | Staatsmeister 1997                   |
| Minas Gerais        | Cruzeiro EC                        | Staatsmeister 1997                   |
| Minas Gerais        | Villa Nova AC                      | Vize-Staatsmeister 1997              |
| Minas Gerais        | América Mineiro                    | Einladung des CBF                    |
| Minas Gerais        | Atlético Mineiro                   | Einladung des CBF                    |
| Pará                | Clube do Remo                      | Staatsmeister 1997                   |
| Paraíba             | Botafogo FC (PB)                   | Staatsmeister 1997                   |
| Paraná              | Paraná Clube                       | Staatsmeister 1997                   |
| Paraná              | Coritiba FC                        | Meldung durch den Verband von Paraná |
| Pernambuco          | Sport Recife                       | Staatsmeister 1997                   |
| Piauí               | SE Picos                           | Staatsmeister 1997                   |
| Rio de Janeiro      | Botafogo FR                        | Staatsmeister 1997                   |
| Rio de Janeiro      | CR Vasco da Gama                   | Vize-Staatsmeister 1997              |
| Rio de Janeiro      | CR Flamengo                        | Einladung des CBF                    |
| Rio de Janeiro      | Fluminense FC                      | Einladung des CBF                    |
| Rio Grande do Norte | ABC Natal                          | Staatsmeister 1997                   |
| Rio Grande do Norte | América FC (RN)                    | Einladung des CBF                    |
| Rio Grande do Sul   | Grêmio FBPA                        | Staatsmeister 1997                   |
| Rio Grande do Sul   | SC Internacional                   | Vize-Staatsmeister 1997              |
| Rondônia            | Ji-Paraná FC                       | Staatsmeister 1997                   |
| Roraima             | Baré EC                            | Staatsmeister 1997                   |
| Santa Catarina      | Avaí FC                            | Staatsmeister 1997                   |
| São Paulo           | SC Corinthians                     | Staatsmeister 1997                   |
| São Paulo           | FC São Paulo                       | Vize-Staatsmeister 1997              |
| São Paulo           | SE Palmeiras                       | Einladung des CBF                    |
| São Paulo           | Associação Portuguesa de Desportos | Einladung des CBF                    |
| São Paulo           | FC Santos                          | Einladung des CBF                    |
| Sergipe             | AO Itabaiana                       | Staatsmeister 1997                   |
| Tocantins           | AA Alvorada                        | Staatspokalsieger 1997               |

## Modus
Der Modus bestand aus einem K.-o.-System. In der Vorrunde und im Sechzehntelfinale bestand die Regelung, dass wenn eine Mannschaft in einem Auswärts-Hinspiel mit mindestens zwei Toren unterschied gewinnt, es kein Rückspiel gibt.
Es zählte nach Hin- und Rückspiel nur die Anzahl der Siege. Ergab dieses keinen Sieger, zählte das Torverhältnis. Bei Gleichheit wurde die Auswärtstorregel angewandt. Stand nach heranziehen dieser kein Sieger fest, wurde dieser im Elfmeterschießen ermittelt.

## Vorrunde
|                  | Gesamt |                  | Hinspiel | Rückspiel |
| ---------------- | ------ | ---------------- | -------- | --------- |
| ABC Natal        | 1:4    | Fluminense FC    | 1:4      | -         |
| Ji-Paraná FC     | 2:5    | América Mineiro  | 2:3      | 0:2       |
| Villa Nova AC    | 5:6    | FC Santos        | 3:4      | 2:2       |
| Operário FC (MS) | 0:4    | CR Flamengo      | 0:0      | 0:4       |
| Clube do Remo    | 2:5    | Portuguesa       | 2:0      | 0:5       |
| Amapá Clube      | 3:3    | Baré EC          | 1:1      | 2:2       |
| CS Alagoano      | 0:4    | SE Palmeiras     | 0:1      | 0:3       |
| Vila Nova FC     | 2:1    | Coritiba FC      | 2:1      | 0:0       |
| Linhares EC      | 1:1    | América FC (RN)  | 0:0      | 1:1       |
| Avaí FC          | 0:4    | Atlético Mineiro | 1:1      | 1:5       |

## Turnierplan
|  | Sechzehntelfinale | Sechzehntelfinale | Sechzehntelfinale |  |  | Achtelfinale    | Achtelfinale | Achtelfinale |   |   | Viertelfinale | Viertelfinale | Viertelfinale |   |   | Halbfinale  | Halbfinale | Halbfinale  |     |  | Finale       | Finale | Finale |
|  |                   |                   |                   |  |  |                 |              |              |   |   |               |               |               |   |   |             |            |             |     |  |              |        |        |
|  | AA Alvorada       | 1                 | 0                 |  |  |                 |              |              |   |   |               |               |               |   |   |             |            |             |     |  |              |        |        |
|  | Minas Gerais      | 2                 | 7                 |  |  | Minas Gerais    | 1            | 0            |   |   |               |               |               |   |   |             |            |             |     |  |              |        |        |
|  | Fluminense FC     | 0                 | -                 |  |  | Paraná Clube    | 1            | 1            |   |   |               |               |               |   |   |             |            |             |     |  |              |        |        |
|  | Paraná Clube      | 2                 | -                 |  |  |                 |              |              |   |   | Paraná Clube  | 0             | 0             |   |   |             |            |             |     |  |              |        |        |
|  | Goiás EC          | 2                 | -                 |  |  |                 |              | FC Santos    | 1 | 1 |               |               |               |   |   |             |            |             |     |  |              |        |        |
|  | FC Santos         | 5                 | -                 |  |  | FC Santos       | 3            | 5            |   |   |               |               |               |   |   |             |            |             |     |  |              |        |        |
|  | Botafogo FC (PB)  | 2                 | 1                 |  |  | EC Bahia        | 3            | 2            |   |   |               |               |               |   |   |             |            |             |     |  |              |        |        |
|  | EC Bahia          | 3                 | 2                 |  |  |                 |              |              |   |   |               |               |               |   |   | FC Santos   | 1          | 2           |     |  |              |        |        |
|  | Raimundo EC       | 0                 | 0                 |  |  |                 |              |              |   |   |               |               | SE Palmeiras  | 1 | 2 |             |            |             |     |  |              |        |        |
|  | Botafogo FR       | 1                 | 4                 |  |  | Botafogo FR     | 2            | 0            |   |   |               |               |               |   |   |             |            |             |     |  |              |        |        |
|  | Ceará SC          | 1                 | 0                 |  |  | SE Palmeiras    | 1            | 1            |   |   |               |               |               |   |   |             |            |             |     |  |              |        |        |
|  | SE Palmeiras      | 1                 | 6                 |  |  |                 |              |              |   |   | SE Palmeiras  | 2             | 1             |   |   |             |            |             |     |  |              |        |        |
|  | Portuguesa        | 2                 | 2                 |  |  |                 |              | Sport Recife | 0 | 1 |               |               |               |   |   |             |            |             |     |  |              |        |        |
|  | Sport Recife      | 1                 | 4                 |  |  | Sport Recife    | 3            | 2            |   |   |               |               |               |   |   |             |            |             |     |  |              |        |        |
|  | América Mineiro   | 1                 | 0 (4)             |  |  | América Mineiro | 3            | 1            |   |   |               |               |               |   |   |             |            |             |     |  |              |        |        |
|  | SC Internacional  | 0                 | 1 (2)             |  |  |                 |              |              |   |   |               |               |               |   |   |             |            |             |     |  | SE Palmeiras | 0 2    |        |
|  | SE Gama           | 2                 | -                 |  |  |                 |              |              |   |   |               |               |               |   |   |             |            | Cruzeiro EC | 1 0 |  |              |        |        |
|  | Flamengo          | 4                 | -                 |  |  | Flamengo        | 5            | 2            |   |   |               |               |               |   |   |             |            |             |     |  |              |        |        |
|  | Operário FC (MT)  | 2                 | 2                 |  |  | EC Vitória      | 0            | 5            |   |   |               |               |               |   |   |             |            |             |     |  |              |        |        |
|  | EC Vitória        | 2                 | 3                 |  |  |                 |              |              |   |   | EC Vitória    | 0             | 1             |   |   |             |            |             |     |  |              |        |        |
|  | Amapá Clube       | 1                 | -                 |  |  |                 |              | Cruzeiro EC  | 2 | 0 |               |               |               |   |   |             |            |             |     |  |              |        |        |
|  | Cruzeiro EC       | 7                 | -                 |  |  | Cruzeiro EC     | 3            | 1            |   |   |               |               |               |   |   |             |            |             |     |  |              |        |        |
|  | AO Itabaiana      | 0                 | -                 |  |  | SC Corinthians  | 1            | 1            |   |   |               |               |               |   |   |             |            |             |     |  |              |        |        |
|  | SC Corinthians    | 3                 | -                 |  |  |                 |              |              |   |   |               |               |               |   |   | Cruzeiro EC | 2          | 0           |     |  |              |        |        |
|  | Rio Branco        | 0                 | -                 |  |  |                 |              |              |   |   |               |               | Vasco         | 0 | 0 |             |            |             |     |  |              |        |        |
|  | Vila Nova FC      | 2                 | -                 |  |  | Vila Nova FC    | 0            | 0            |   |   |               |               |               |   |   |             |            |             |     |  |              |        |        |
|  | SE Picos          | 1                 | 0                 |  |  | Vasco           | 2            | 0            |   |   |               |               |               |   |   |             |            |             |     |  |              |        |        |
|  | Vasco             | 1                 | 8                 |  |  |                 |              |              |   |   | Vasco         | 1             | 4             |   |   |             |            |             |     |  |              |        |        |
|  | Sampaio Corrêa FC | 0                 | 0                 |  |  |                 |              | FC São Paulo | 1 | 3 |               |               |               |   |   |             |            |             |     |  |              |        |        |
|  | FC São Paulo      | 0                 | 4                 |  |  | FC São Paulo    | 2            | 2            |   |   |               |               |               |   |   |             |            |             |     |  |              |        |        |
|  | Linhares EC       | 0                 | 0                 |  |  | Grêmio FBPA     | 0            | 0            |   |   |               |               |               |   |   |             |            |             |     |  |              |        |        |
|  | Grêmio FBPA       | 0                 | 2                 |  |  |                 |              |              |   |   |               |               |               |   |   |             |            |             |     |  |              |        |        |

## Finalspiele
Im Finale trafen mit Cruzeiro und Palmeiras dieselben Klubs wie im Finale 1996 aufeinander. Dieses konnten die Füchse aus Belo Horizonte für sich entscheiden.
Im Hinspiel des diesjährigen Finals gewann wieder Cruzeiro mit 1:0. Im Rückspiel erzielte Palmeiras bereits in der 12. Minute den 1:0-Führungstreffer. Das 2:0-Siegtor fiel in der 89. Minute.

### Hinspiel
| Cruzeiro EC                               | Cruzeiro EC | SE Palmeiras | SE Palmeiras |
| ----------------------------------------- | --- | --- | ------------ |
| Cruzeiro EC                               | \| 26. Mai 1998 in Belo Horizonte (Mineirão) \| \| Ergebnis: 1:0 (1:0) \| \| Zuschauer: 61.814 \| \| Schiedsrichter: Carlos Simon \|                                                              | \| 26. Mai 1998 in Belo Horizonte (Mineirão) \| \| Ergebnis: 1:0 (1:0) \| \| Zuschauer: 61.814 \| \| Schiedsrichter: Carlos Simon \|                                | SE Palmeiras |
| Cruzeiro EC                               | Paulo Borges, Gustavo, Marcelo Djian, Wilson Gottardo, Gilberto, Valdir Benedito, Ricardinho, Marcos Paulo, Bentinho (Elivélton), Marcelo Ramos, Fábio Júnior (Geovanni) Cheftrainer: Levir Culpi | Velloso, Francisco Arce, Cleber, Agnaldo Liz, Júnior, Galeano, Rogério, Darci (Alex), Zinho (Pedrinho), Paulo Nunes, Oseas (Almir) Cheftrainer: Luiz Felipe Scolari | SE Palmeiras |
| Cruzeiro EC                               | 1:0 Fábio Júnior (26.) | | SE Palmeiras |
| Cruzeiro EC                               | Fábio Júnior | Cleber | SE Palmeiras |
| 26. Mai 1998 in Belo Horizonte (Mineirão) | | |              |
| Ergebnis: 1:0 (1:0)                       | | |              |
| Zuschauer: 61.814                         | | |              |
| Schiedsrichter: Carlos Simon              | | |              |

### Rückspiel
| SE Palmeiras                                   | SE Palmeiras | Cruzeiro EC | Cruzeiro EC |
| ---------------------------------------------- | --- | --- | ----------- |
| SE Palmeiras                                   | \| 30. Mai 1998 in São Paulo (Estádio do Morumbi) \| \| Ergebnis: 2:0 (1:0) \| \| Zuschauer: 45.237 \| \| Schiedsrichter: Sidrack Marinho dos Santos \|       | \| 30. Mai 1998 in São Paulo (Estádio do Morumbi) \| \| Ergebnis: 2:0 (1:0) \| \| Zuschauer: 45.237 \| \| Schiedsrichter: Sidrack Marinho dos Santos \|                                          | Cruzeiro EC |
| SE Palmeiras                                   | Velloso, Neném, Cleber, Roque Júnior, Júnior, Galeano, Rogério, Alex (Arilson), Zinho, Paulo Nunes (Almir), Oseas (Pedrinho) Cheftrainer: Luiz Felipe Scolari | Paulo Borges, Gustavo, Marcelo Djian, Wilson Gottardo, Gilberto, Valdir Benedito, Ricardinho, Marcos Paulo, Elivélton (Geovanni), Bentinho (Wolnei Caio), Marcelo Ramos Cheftrainer: Levir Culpi | Cruzeiro EC |
| SE Palmeiras                                   | 1:0 Paulo Nunes (12.) 2:0 Oseas (89.) | | Cruzeiro EC |
| SE Palmeiras                                   | Cleber | Gottardo | Cruzeiro EC |
| 30. Mai 1998 in São Paulo (Estádio do Morumbi) | | |             |
| Ergebnis: 2:0 (1:0)                            | | |             |
| Zuschauer: 45.237                              | | |             |
| Schiedsrichter: Sidrack Marinho dos Santos     | | |             |

## Die Meistermannschaft
| 1. | SE Palmeiras |
|    | - Tor: Velloso, Marcelo Moreira, Marcos - Abwehr: Jorge Luiz, Thiago Gama, Wágner Alves, Francisco Arce, Cléber, Júnior, Tiago Silva, Neném, Júnior Tuchê, Jorginho Paulista, Júnior Baiano, Roque Júnior, Pimentel, Agnaldo Liz - Mittelfeld: Doriva, Paulo Assunção, Juliano Vicentini, Alex, Lauro, Luciano, Pedrinho, Rodrigo, Darci, Rogério, Zinho, Arilson, Rogério, Galeano - Angriff: Paulo Nunes, Oseas, Viola, Cris, Magrão, Thiago Gentil |

## Torschützenliste
| Pl. | Nat.        | Spieler     | Verein        | Tore   |
| --- | ----------- | ----------- | ------------- | ------ |
| 1   | Brasilianer | Romário     | Flamengo      | 7 Tore |
| 2   | Brasilianer | Luizão      | Vasco da Gama | 6 Tore |
| 3   | Brasilianer | Paulo Nunes | Palmeiras     | 5 Tore |
| 3   | Brasilianer | Viola       | Santos        | 5 Tore |
| 3   | Brasilianer | Róbson Luís | Bahia         | 5 Tore |